# Halldór Stefánsson
Halldór Stefánsson (* 1. Dezember 1892 in Kóreksstaðagerði, Norður-Múlasýsla; † 5. Januar 1979) war ein isländischer Schriftsteller und Mitbegründer der Vereinigung Tímarit Máls og menningar. Sein Werk besteht aus Erzählungen, Romanen, Hörspielen und Theaterstücken.

## Leben
Halldór wurde 1892 als Sohn des Kleinbauern Stefán Stefánsson und dessen Frau Margrét Halldórsdóttir geboren. Er wuchs in Eskifjörður auf, wo sein Vater eine Stelle bei der Post erhielt. Er selbst lernte den Beruf des Buchdruckers, arbeitete aber auch als Telefonist, bevor er bei einer Bank in Eskifjörður und dann von 1930 bis 1957 in Reykjavík eingestellt wurde.
1921 veröffentlichte er anonym seine erste Kurzgeschichte Hjälp. In der Folgezeit erschienen einige weitere Kurzgeschichten. Von 1929 bis 1930 lebte Halldór in Berlin, wo er sein erstes Buch, die Kurzgeschichtensammlung Í Fáum dráttum, veröffentlichte. In dieser Zeit erschienen seine Kurzgeschichten auch in deutscher Übersetzung in Zeitungen und Zeitschriften. Nach seiner Rückkehr nach Island gehörte Halldór zum Umfeld der Zeitschrift Rauðir pennar und war Mitbegründer der Zeitschrift Tímarit Máls og menningar. Von 1945 bis 1950 war er Vorsitzender des isländischen Schriftstellerverbandes.

## Werke (Auswahl)
- Í fáum dráttum (1930)
- Innan sviga (1945)
- Sextán sögur (1956)
- Á færibandi örlaganna (1973)
- An Islands Küsten (1975)